# 筑波山索道
筑波山索道（日语：／）是一條登上茨城縣筑波市筑波山的往复式索道。索道連接杜鵑丘站至女體山站，由筑波觀光鐵道經營。當中，女體山站鄰近筑波山東邊的山峰女體山，杜鵑丘站鄰近筑波Skyline終點。

## 路線數據
- 路線距離（營業距離）：1.296公里
- 方式：四線交走式
- 車站數目：2個（包括起終點站）
- 高低差：298米

筑波山索道的高度圖

路線中途經過兩座鐵塔。由日本纜索設計和製造。路線與登山道「大辰石路線」並行，並與「白雲橋路線」相交，從吊車上可望見登山道。

## 運行形態
每20分鐘一班，在多客時期會不斷來回運輸。首班車於早上9時20分前後出發，尾班車於下午4時40分前後出發，在季節和星期內不同日子的時間相異。暑假與元旦會設有特別安排。除了進行檢査，否則索道年中無休。乘車時間6分鐘（每秒5米）。吊車是由CWA公司製造，可乘載71人，包含1位乘務員。路線上共有兩部吊車，1號機塗上了白色，2號機塗上了紅色。1號機位於西邊。

## 歷史
- 1965年8月11日 筑波山索道開業。
- 1999年10月1日 與筑波山鋼索鐵道株式會社合併，成為筑波觀光鐵道株式會社。
- 2004年3月12日 由CWA公司製造的第二代吊車開始行走。

## 杜鵑丘站
車站位於筑波山東南方的山腰海拔542米處。車站所在地位於茨城縣筑波市筑波，鄰近石岡市小幡。站內可使用PASMO等九種交通系IC卡全國互相使用服務中支援的IC卡以購買車票（以電子錢包的方式購入，因此PiTaPa不可使用）。站內設有食堂「杜鵑丘休憩處」。

### 車站周邊
杜鵑丘是位於筑波山山腰較為平坦的土地，該處為筑波Skyline的終點。在該處成為了汽車交通和索道的轉乘點，也是登山口之一。車站附近設有酒店、食堂・休憩處、停車場和公廁等服務設施，成為了觀光地的據點。相比筑波山神社拜殿周邊的門前町，此處的建築物數量不算多，但是此站的一座建築物的面積較大。
在登上女體山的登山道「大辰石路線」中，沿線沒有大樹，望向山頂的視野較好。在杜鵑丘設有一個收費停車場，停泊十分鐘後便開始收費。
- 杜鵑丘休憩處（食堂） - 直連車站
- 杜鵑丘Garden House（食堂）
- 筑波New三井谷（食堂）
- 筑波山京成酒店（日语：京成ホテル）

### 連接
筑波山穿梭巴士（關東鐵道、關鐵綠巴士、關鐵紫巴士聯營）的杜鵑丘巴士站位於杜鵑丘站前，設有急行班次前往筑波站方向。
- 來自東京
秋葉原站 - （筑波快線快速列車45分鐘） - 筑波站（筑波中心（日语：つくばセンター）巴士站） - （筑波山穿梭巴士50分鐘） - 杜鵑丘巴士站
- 來自筑波山神社拜殿
  - 巴士
筑波山神社入口巴士站 - （筑波山穿梭巴士10分鐘） - 杜鵑丘巴士站
  - 登山道徒步
拜殿 - （白雲橋路線）- 酒迎場分支 - （迎場路線） - 杜鵑丘
需時約60分鐘。巴士沿線會經過沒有行人路和多個急彎的山道。
- 來自山腳
  - 沼田巴士站 - （筑波山穿梭巴士20分鐘） - 杜鵑丘巴士站
沼田巴士站鄰近筑波山口巴士總站（日语：関東鉄道つくば北営業所#筑波山口（バスターミナル）），該處設有前往土浦、下館、岩瀨、筑波站方向的巴士路線。

## 女體山站
筑波山位於女體山山頂南方，位於海拔840米的地點。車站的所在地是茨城縣筑波市筑波。

### 車站周邊
車站位於女體山的山峰。途經山道可登上山頂。在山頂上有一些突出的岩石，該處在2012年尾起加設木製欄杆。
- 女體山觀景台
- 女體山山頂
- 筑波山神社女體山本殿

從車站出發，可經「山頂連絡路」山道，前往位於男體山一方的纜車車站。在山頂附近有指示牌指引遊客前往不同地方，也有山路注意事項的牌。

### 連接
此站至筑波山纜車筑波山頂站之間設有下坡山路，步程約15分鐘。

## 注腳
1. 1 2 3 4  筑波山ロープウェイ | 筑波山ケーブルカー&ロープウェイ （页面存档备份，存于）（日語）

## 外部連結
- 筑波觀光鐵道 （页面存档备份，存于）（日語）